# Reattore a neutroni veloci

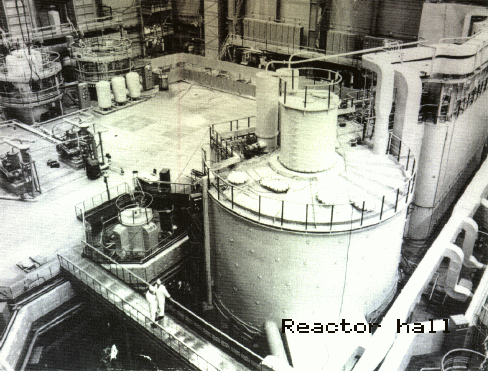
Shevchenko. Reattore nucleare veloce BN350 sulle rive del mar Caspio, utilizzato per produrre energia elettrica e come impianto di desalinizzazione dell'acqua. La centrale generava 3000 MW_{e} e forniva vapore per un'associata centrale di desalinizzazione. Vista dell'interno della sala del reattore.

Un reattore a neutroni veloci, o semplicemente reattore veloce, è un reattore nucleare a fissione nel quale la reazione nucleare di fissione è sostenuta da neutroni veloci. Un tale reattore non necessita di moderatore di neutroni e deve utilizzare un combustibile nucleare relativamente ricco in materiale fissile rispetto a un reattore a neutroni termici (o semplicemente reattore termico). Il nocciolo di un reattore veloce è caratterizzato da una parte interna costituita da uranio e plutonio (nuclei fissili) e da un mantello esterno di materiale fertile (uranio naturale o impoverito). Dato che non si vuole rallentare i neutroni prodotti dalla fissione non è presente il moderatore e il refrigerante deve avere un alto peso atomico in modo da non produrre un rallentamento eccessivo dei neutroni stessi. Come fluido refrigerante viene usato tipicamente sodio allo stato liquido, che presenta ottime capacità di trasferimento del calore.